# 데이비드 페브스너
데이빗 페브스너(영어: David Pevsner, 1958년 12월 31일 ~ )는 미국의 배우, 가수, 댄서, 싱어송라이터, 텔레비전 배우이다.

## 영화
- 올웨이즈 와칭: 어 마블 호네츠 스토리 (2015년)
- 스파 나잇 (2015년)
- 스크루지 & 말리 (2012년) - 스크루지 역
- 롤/플레이 (2010년) - 알렉스 역
- 포르노그래피 (2009년)
- 네이키드 보이즈 싱잉 (2007년)
- 아담과 스티브 (2005년)
- 위기의 주부들 (2004년)
- 더 플러퍼 (2001년)
- 애니 (1999년)